# Górówka euriala
Górówka euriala (Erebia euryale) – motyl dzienny z rodziny rusałkowatych.

## Wygląd
Rozpiętość skrzydeł od 38 do 42 mm, dymorfizm płciowy niewielki.

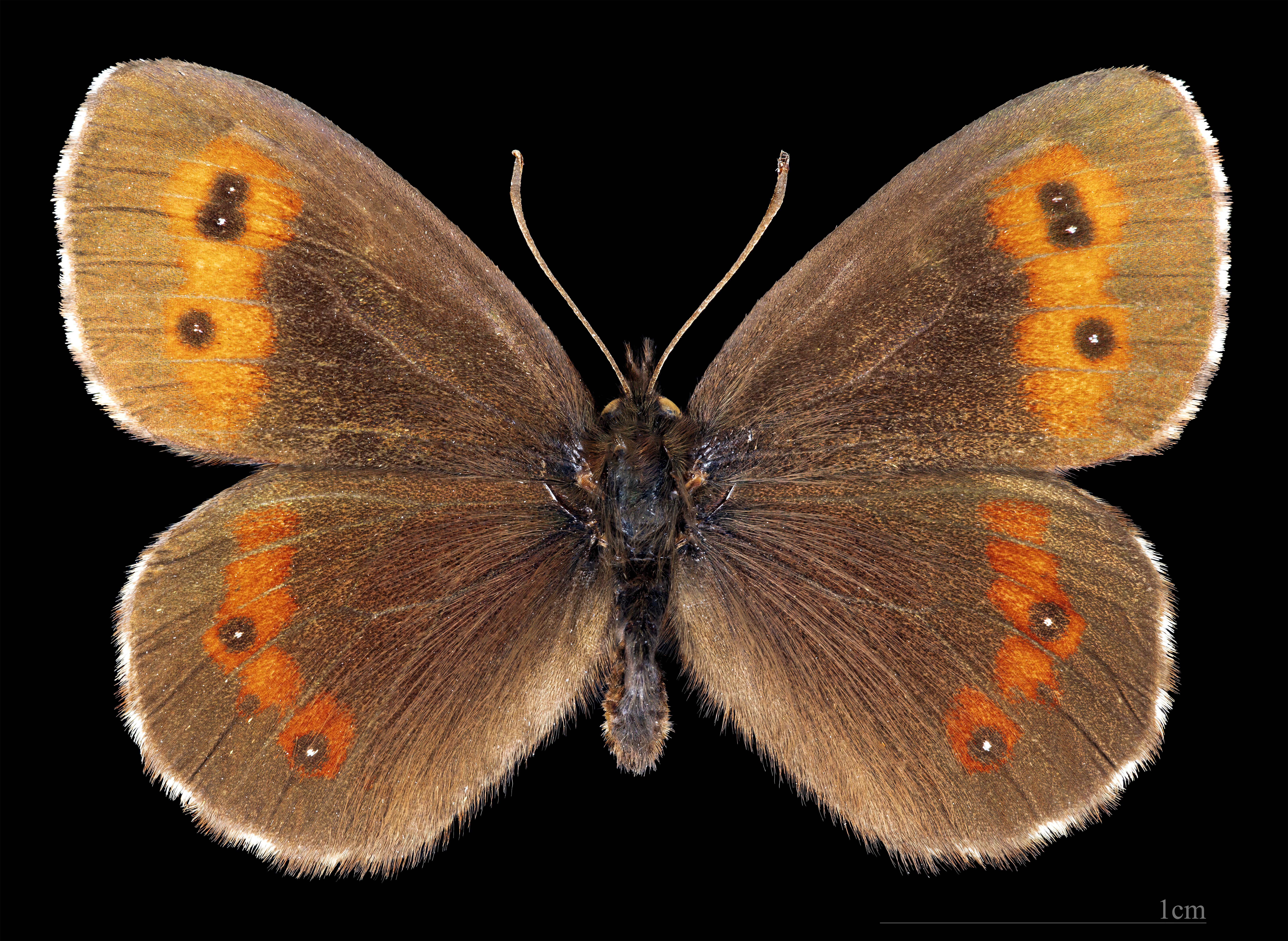
Erebia euryal adyte  ♂
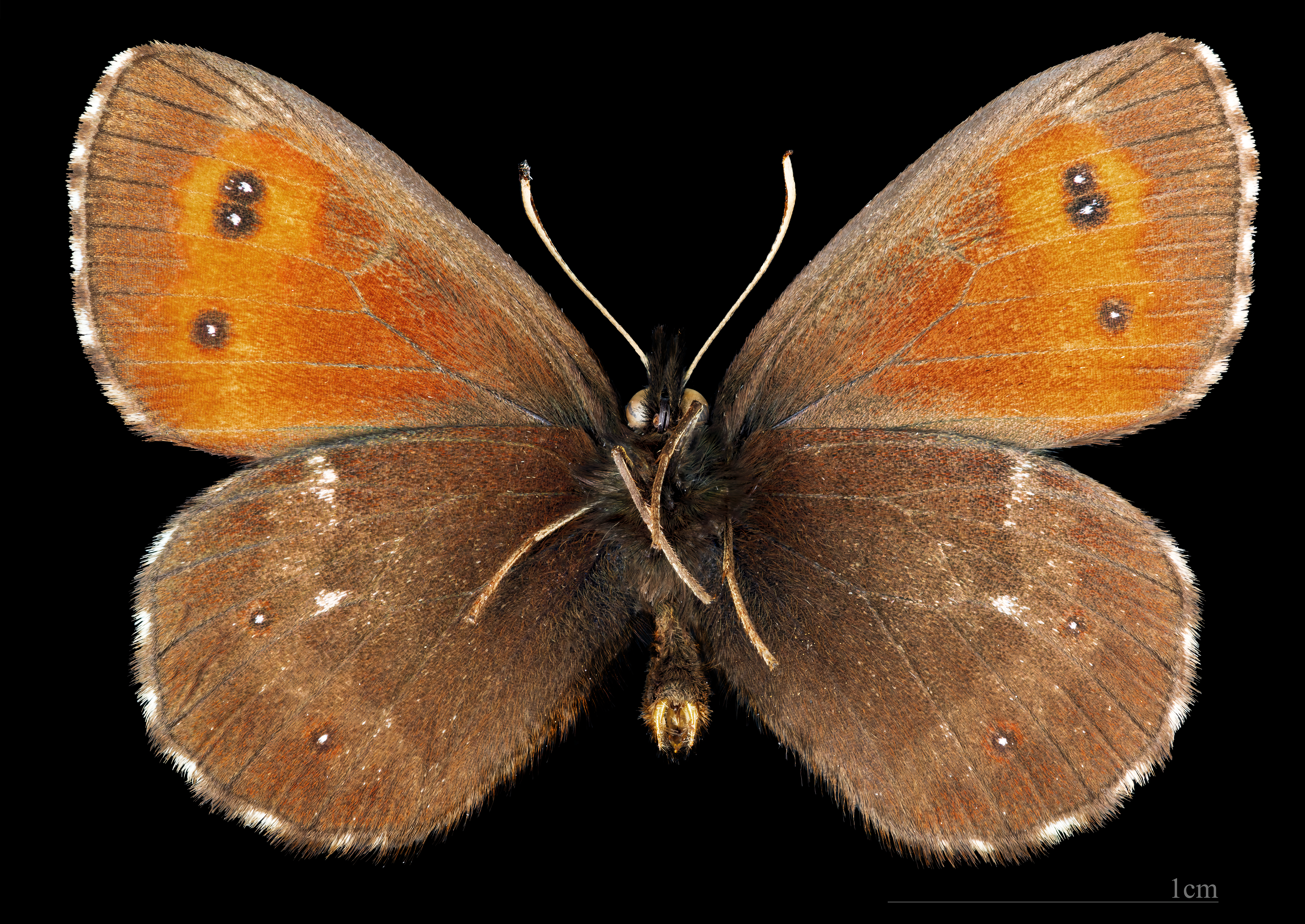
Erebia euryal adyte ♂   △

## Siedlisko
Górskie łąki pośród lasów i powyżej granicy lasu.

## Biologia i rozwój
Wykształca jedno pokolenie w roku (lipiec-sierpień). Główne rośliny żywicielskie: śmiałek pogięty, bliźniczka psia trawka, prosownica rozpierzchła, kostrzewa czerwona, kostrzewa owcza, stokłosa prosta, trzęślice, trzcinnik pstry, izgrzyca przyziemna, sesleria skalna, wiechlina gajowa. Jaja barwy początkowo białej, a później różowobrunatnej składane są na roślinie żywicielskiej lub w jej pobliżu. Larwy zimują w osłonce jajowej i wylęgają się wiosną. W zależności od warunków atmosferycznych ich rozwój jest jedno lub dwuroczny. Stadium poczwarki trwa ok. 2-3 tygodnie.

## Rozmieszczenie geograficzne
Gatunek europejski, w Polsce występuje w Karpatach i Sudetach.